# White River Junction
White River Junction ist ein census-designated place (CDP) in Hartford im US-Bundesstaat Vermont mit 2.532 Einwohnern (laut Volkszählung von 2020). White River Junction wird von Hartford verwaltet und politisch vertreten.
Der Ort liegt an der Einmündung des White River in den Connecticut River auf der Westseite des Flusslaufes. Jenseits des Flusses befindet sich unter anderem die Kleinstadt Hanover mit dem renommierten Dartmouth College, die allerdings beide bereits im Gebiet des Bundesstaates New Hampshire liegen.
Um 1793 wurde an der Stelle des heutigen Ortes, der damals Lyman's Point genannt wurde, eine Fähre über den Connecticut eingerichtet. Im Jahr 1803 wurde die Fähre durch eine feste Brücke über den Connecticut River ersetzt, 1815 eine weitere Brücke über den White River. Beide Brücken wurden durch den ehemaligen Fährmann Elias Lyman betrieben. Bis zur Errichtung der ersten Bahnlinie blieb dieses Fähr- und Brückenhaus die einzige Ansiedlung an dieser Stelle.
Zwischen 1847 und 1849 wurden an der Einmündung des White River in den Connecticut River die Strecken von vier verschiedenen Bahngesellschaften (Central Vermont Railway, Connecticut River Railroad, Connecticut and Passumpsic Rivers Railroad und Northern Railroad of New Hampshire) verknüpft, was die Gemeinde zum größten Eisenbahnknotenpunkt Vermonts machte. Zeitweise hielten hier täglich bis zu 50 Personenzüge. 1863 wurde eine weitere Strecke durch die Woodstock Railway hier angebunden.
Zwischen 1890 und 1928 (mit Ausnahme des Zeitraums von 1901 bis 1906) fand auf einer Freifläche oberhalb der Stadt jährlich für eine Woche der Twin State Fair, eine Großmesse, statt. Zu diesem Zweck wurde eine 950 Meter lange Eisenbahnstrecke gebaut, die die Besucher von der Station zum Messegelände fuhr und nur während der Messewoche betrieben wurde: die Fair Grounds Railroad. Nach dem Ende der Messen wurde auch die Bahnlinie stillgelegt.
Seit dem Niedergang der Eisenbahnen in den Vereinigten Staaten in den 1960er Jahren ist die Bedeutung des Ortes stark zurückgegangen. Die Station wird aber noch heute aufrechterhalten und täglich durch den Expresszug ’’The Vermonter’’ der Amtrak mit Washington D.C. verbunden. Zusätzlich kreuzen sich am südlichen Ortsrand die beiden Interstates 89 und 91. Auch die Highways 4 und 5 durchqueren auf einem gemeinsamen Straßenabschnitt den Ort.
Große Teile der Innenstadt sind seit 1980 denkmalgeschützt. Im Bahnhof hat sich zudem ein Eisenbahnmuseum angesiedelt. Die Stadt bemüht sich heute um einen Ruf als Künstlerstadt mit vielen Galerien und einer Kunstschule am Ort.

## Umliegende Orte
Alle Angaben als Luftlinien-Entfernungen.
- Norden: Norwich, 7,5 km
- Osten: Lebanon, 5,5 km
- Südosten: Grantham, 22,0 km
- Süden: Windsor, 19,0 km
- Südwesten: Reading, 28,0 km
- Westen: Woodstock, 16,0 km
- Nordwesten: Hartford, 5,5 km

## Klima
|                       | Jan   | Feb   | Mär  | Apr  | Mai  | Jun  | Jul  | Aug  | Sep  | Okt  | Nov  | Dez  |   |      |
| Mittl. Tagesmax. (°C) | −2,0  | 0,0   | 5,0  | 12,0 | 19,0 | 24,0 | 27,0 | 25,0 | 20,0 | 14,0 | 7,0  | 0,0  | ⌀ | 12,6 |
| Mittl. Tagesmin. (°C) | −14,0 | −13,0 | −6,0 | 0,0  | 5,0  | 10,0 | 13,0 | 12,0 | 8,0  | 2,0  | −2,0 | −9,0 | ⌀ | 0,6  |
|                       |       |       |      |      |      |      |      |      |      |      |      |      |   |      |
| Niederschlag (mm)     | 62    | 49    | 62   | 69   | 86   | 75   | 81   | 78   | 82   | 79   | 87   | 77   | Σ | 887  |
|                       |       |       |      |      |      |      |      |      |      |      |      |      |   |      |
| Sonnenstunden (h/d)   | 9,9   | 11,0  | 12,5 | 14,0 | 15,3 | 16,0 | 15,6 | 14,4 | 12,9 | 11,5 | 10,2 | 9,5  | ⌀ | 12,7 |

| −14,0 |

| −13,0 |

| −6,0 |

| 0,0 |

| 5,0 |

| 10,0 |

| 13,0 |

| 12,0 |

| 8,0 |

| 2,0 |

| −2,0 |

| −9,0 |

| −14,0 |

| −13,0 |

| −6,0 |

| 0,0 |

| 5,0 |

| 10,0 |

| 13,0 |

| 12,0 |

| 8,0 |

| 2,0 |

| −2,0 |

| −9,0 |

Die mittlere Durchschnittstemperatur in White River Junction liegt zwischen -8 °C im Januar und 20 °C im Juli.

## Persönlichkeiten

### Persönlichkeiten, die vor Ort gewirkt haben
- Paul Scheffer (Journalist) (1883–1963), deutscher Journalist, lebte von 1945 bis zu seinem Tode in White River Junction.